# Didymosalpinx konguensis
Didymosalpinx konguensis är en måreväxtart som först beskrevs av William Philip Hiern, och fick sitt nu gällande namn av Ronald William John Keay. Didymosalpinx konguensis ingår i släktet Didymosalpinx och familjen måreväxter. Inga underarter finns listade i Catalogue of Life.